# Ana Bertha Lepe
Ana Bertha Lepe Jiménez (Tecolotlán, 12 settembre 1934 – Città del Messico, 24 ottobre 2013) è stata un'attrice messicana.Nel 1953 vinse il titolo di Miss Messico e si classificò quarta al titolo di Miss Universo.

## Biografia
Nata a Tecolotlán, Jalisco, il 12 settembre 1934, Ana Bertha iniziò la sua carriera artistica studiando canto, danza e recitazione all'Academia de la Anda di Città del Messico e lavorando come comparsa agli Estudios Churubusco. Esordì come attrice nel 1952 nel film La justicia del lobo diretto da Vicente Oroná.
Mentre stava girando il suo primo film, suo zio, il capitano Armando Lepe, fu assassinato l'11 marzo 1952 dal serial killer Higinio Sobera de la Flor che gli sparò 5 colpi di pistola. Nonostante la grande tragedia dell'omicidio dello zio, pochi giorni dopo Ana Bertha partecipò e si classificò terza al concorso di bellezza Miss Messico. Pur non avendo vinto il concorso di bellezza, la giovane attrice non si arrese e riuscì ad aggiudicarsi il titolo l'anno successivo, venendo incoronata Miss Messico il 31 maggio 1953. Qualificatasi automaticamente a rappresentare il Messico al concorso di Miss Universo, Ana Bertha si classificò al quarto posto.
Dopo aver interpretato numerosi film messicani, divenne nota a livello internazionale per il ruolo di Gamma nel film fantascientifico La nave dei mostri (1960), nel quale recitò accanto a Eulalio González "Piporro" e Lorena Velázquez.
Il 29 maggio 1960, il padre di Ana Bertha, il generale Guillermo Lepe, assassinò l'allora fidanzato di Ana, l'attore Agustín de Anda, colpevole a suo dire di non voler onorare la promessa di matrimonio con Ana. Da quel momento Ana Bertha iniziò a mettere in scena spettacoli teatrali all'interno della prigione di Lecumberri, ove il padre era detenuto.
Negli anni '70 l'attrice cadde in una profonda depressione che la portò a fare uso di alcolici, ad aumentare di peso e a smettere di lavorare. Molto più tardi, alcuni produttori televisivi la chiamarono per partecipare a soap opera. La sua ultima apparizione televisiva fu nel 2001, nella miniserie Navidad sin fin.
A causa del suo problema con l'alcolismo la sua salute era estremamente fragile e soffrì gravi lesioni alla colonna vertebrale, problemi gastrici ed epatici che la costrinsero a trascorrere il resto della sua vita isolata nel suo ranch a Texcoco.
L'attrice è morta all'età di 79 anni a Città del Messico il 24 ottobre 2013. La causa del decesso sono state le complicazioni di un intervento chirurgico all'ernia, dovuto a una grave polmonite di cui aveva sofferto nei giorni precedenti.

## Filmografia

### Cinema
- La justicia del lobo, regia di Vicente Oroná (1952)
- Tío de mi vida, regia di Julián Soler (1952)
- Prefiero a tu papá..!, regia di Roberto Rodríguez (1952)
- Ambiciosa, regia di Ernesto Cortázar (1953) Non accreditata
- Misericordia, regia di Zacarías Gómez Urquiza (1953)
- Mujeres que trabajan, regia di Julio Bracho (1953) Non accreditata
- El lunar de la familia, regia di Fernando Méndez (1953) Non accreditata
- Mi papá tuvo la culpa, regia di José Díaz Morales (1953)
- El misterio del carro express, regia di Zacarías Gómez Urquiza (1953) Non accreditata
- El jugador, regia di Vicente Oroná (1953) Non accreditata
- Piel canela, regia di Juan José Ortega (1953) Non accreditata
- Sucedió en Acapulco, regia di Alejandro Galindo (1953) Non accreditata
- Dos tipos de cuidado, regia di Ismael Rodríguez (1953) Non accreditata
- Sueños de gloria, regia di Zacarías Gómez Urquiza (1953) Non accreditata
- La infame, regia di Miguel Zacarías (1954)
- La perversa, regia di Chano Urueta (1954)
- La ladrona, regia di Emilio Gómez Muriel (1954) Non accreditata
- Reventa de esclavas, regia di José Díaz Morales (1954)
- Miradas que matan, regia di Fernando Cortés (1954)
- Contigo a la distancia, regia di Gilberto Martínez Solares (1954)
- El vizconde de Montecristo, regia di Gilberto Martínez Solares (1954)
- Kid Tabaco, regia di Zacarías Gómez Urquiza (1955)
- Qué lindo Cha Cha Cha, regia di Gilberto Martínez Solares (1955)
- Lo que le pasó a Sansón, regia di Gilberto Martínez Solares (1955)
- Una gallega en La Habana, regia di René Cardona (1955)
- Los gavilanes, regia di Vicente Oroná (1956)
- No me platiques más, regia di Miguel M. Delgado (1956)
- Sublime melodía, regia di Tulio Demicheli (1956)
- Nos veremos en el cielo, regia di Julián Soler (1956)
- Grítenme piedras del campo, regia di Miguel M. Delgado (1957)
- Tinieblas, regia di José Díaz Morales (1957)
- Tropicana, regia di Juan José Ortega (1957)
- La sombra del otro, regia di Gilberto Martínez Solares (1957)
- La feria de San Marcos, regia di Gilberto Martínez Solares (1958)
- Cabaret trágico, regia di Alfonso Corona Blake (1958)
- ¿Adónde van nuestros hijos?, regia di Benito Alazraki (1958)
- ¡Paso a la juventud..!, regia di Gilberto Martínez Solares (1958)
- Aladino y la lámpara maravillosa, regia di Julián Soler (1958)
- Señoritas, regia di Fernando Méndez (1959)
- La nave dei mostri (La nave de los monstruos), regia di Rogelio A. González (1960)
- Rebelde sin casa, regia di Benito Alazraki (1960)
- El tesoro de Chucho el Roto, regia di Gilberto Martínez Solares (1960)
- Una chica de Chicago, regia di Manuel Mur Oti (1960)
- Una canción para recordar, regia di Julio Bracho (1960)
- México lindo y querido, regia di Julio Bracho (1961)
- Barú, el hombre de la selva, regia di Vicente Oroná (1962)
- El mundo salvaje de Barú, regia di Vicente Oroná (1962)
- Los encapuchados del infierno, regia di Federico Curiel (1962)
- Cazadores de asesinos, regia di Miguel M. Delgado (1962)
- Pecado de juventud, regia di Mauricio de la Serna (1962)
- El asesino enmascarado, regia di Manuel Muñoz (1962)
- La venganza del resucitado, regia di Federico Curiel (1962)
- Los valientes no mueren, regia di Gilberto Martínez Solares (1962)
- El lobo blanco, regia di Jaime Salvador (1962)
- La barranca sangrienta, regia di Federico Curiel (1962)
- Santo contra el rey del crimen, regia di Federico Curiel (1962)
- El monstruo de los volcanes, regia di Jaime Salvador (1963)
- Santo en el hotel de la muerte, regia di Federico Curiel (1963)
- El tesoro del rey Salomón, regia di Federico Curiel (1963)
- El terrible gigante de las nieves, regia di Jaime Salvador (1963)
- Santo contra el cerebro diabólico, regia di Federico Curiel (1963)
- El beso de ultratumba, regia di Carlos Toussaint (1963)
- Tin-Tan el hombre mono, regia di Federico Curiel (1963)
- La garra del leopardo, regia di Jaime Salvador (1963)
- El asesino invisible, regia di René Cardona (1965)
- Preciosa, regia di Juan José Ortega (1965)
- Alazán y enamorado, regia di Gilberto Martínez Solares (1966)
- Mujeres, mujeres, mujeres, regia di José Díaz Morales (1967)
- Las amiguitas de los ricos, regia di José Díaz Morales (1967)
- Desnudarse y morir, regia di Miguel Morayta (1968)
- No juzgarás a tus padres, regia di José Díaz Morales (1969)
- Las infieles, regia di José Díaz Morales (1969)
- El amor y esas cosas, regia di José Díaz Morales (1969)
- Soy chicano y mexicano, regia di Tito Novaro (1975)
- El hijo de Alma Grande, regia di Tito Novaro (1976)
- El patrullero 777, regia di Miguel M. Delgado (1978)

### Televisione
- Mundo de juguete – serie TV (1974-1977)
- Pacto de amor – serie TV (1977)
- La voz de la tierra – serie TV (1982)
- Muchachita – serie TV, 2 episodi (1985-1986)
- Como duele callar – serie TV, 3 episodi (1987)
- Dos vidas – serie TV, 3 episodi (1988)
- Anima persa (En carne propia) – serie TV, 1 episodio (1990)
- La mia piccola solitudine (Mi pequeña Soledad) – serie TV, 3 episodi (1990)
- Sentimientos ajenos – serie TV, 3 episodi (1996)
- Ángela – serie TV, 77 episodi (1998-1999)
- Cuento de Navidad, regia di Alfredo Gurrola e Héctor Márquez – miniserie TV (1999)
- Navidad sin fin, regia di Alfredo Gurrola – miniserie TV (2001-2002)